# Los Molinos (Santa Fe)
Los Molinos es una localidad argentina, ubicada en el departamento Caseros de la provincia de Santa Fe, a 70 km de Rosario y a 230 km de la ciudad de Santa Fe, siendo la ruta provincial 92 su principal vía de comunicación, a la que se suma la ruta nacional RN 178, que atraviesa la provincia de norte a sur.
Sus mayores fuentes de ingresos son la agricultura y la agroindustria.

## Población
Cuenta con 1,920 habitantes (Indec, 2010), lo que representa un descenso del 1% frente a los 1,970 habitantes (Indec, 2001) del censo anterior.
| Gráfica de evolución demográfica de Los Molinos entre 1991 y 2010 |
|                                                                   |
| Fuente: Censos nacionales del INDEC                               |

## Historia
Los Molinos está ubicada sobre la ruta provincial 92, a 15,3 km de la ciudad de Casilda.
La localidad fue declarada «Capital Provincial de la Industria de la Casilla Agrícola y Vial» por Ley 12155 del 02/10/2003, ya que cuenta con importantes fábricas del rubro: Casillas IND. MARISOL, Rodantes Zacchino SRL, Beradar Hnos. SRL, Oscar Volonté, Casillas Antal, y Victorio Tallei e Hijos.
Es reconocida a nivel nacional por sus fábricas de engranajes, paliers y poleas: Konjuh Hnos. SA, Favero SA, Sucesores de Nicolás Konjuh, Metalúrgica Jorge Rami, Ventanillas y aberturas Kolodzinski, Metalúrgica Eldo Barufaldi.
También se destaca por las numerosas empresas de contratistas rurales, como J & G Lombardich S.A.
Los Molinos posee un club, Club Unión Deportiva, donde se realizan diversas actividades, tales como patín, taekwondo, fútbol, torneos nocturnos de bochas, etc.
Otra empresa pujante y de 60 años de trayectoria es La Cooperativa Agrícola Ganadera Los Molinos, una de las pocas cooperativas sobrevivientes de la zona y de un enorme crecimiento continuo y superación constante. 
Los Molinos tiene grandes plazas que permiten disfrutar de la tranquilidad y descansar además de compartir en familia o con amigos.

### La Comarca
Hacia 1880 la superficie actual del distrito de Los Molinos constituido por las colonias General Roca, San Pedro y La Cautiva era un campo sin demarcación. Esta vastísima extensión; que comprendía desde la orilla del río Cacaraña por el norte hasta los campos Pessoa por el sur, limitando por el este y oeste respectivamente con los campos comprendidos en las históricas Postas del Desmochado y Arequito, era destinada a la cría de ganado vacuno, única actividad económica que en aquellos tiempos compensaba sin mayores sacrificios el esfuerzo del productor y constituía la principal riqueza del país.
Las estancias La Cautiva y San Pedro, ubicadas sobre el histórico camino real, desde Colonia Candelaria hasta Guardia de la Esquina, eran el eje de aquellas actividades ganaderas en cuyos alrededores se levantaban además de las viviendas de sus propietarios, los ranchos destinados a la peonada.
La Cautiva además se convirtió en una suerte de refugio o fuerte para las familias moradoras ante la probable incursión de los originarios residentes en la región.

### Origen de la población
Las tierras que integraban la comarca, eran propiedad de los Sres. Domingo, Bernardo y Tomás Leguizamón, posesión que habían adquirido por transferencia del Teniente General Don Justo José de Urquiza, dueño de las mismas como premio a los servicios prestados a la Nación.
La pujanza de la Colonia Candelaria, producto de la iniciativa de Don Carlos Casado del Alisal; las espléndidas cosechas recolectadas por los colonos afincados en La Candelaria y las óptimas perspectivas que abría la utilización de un nuevo plan de cultivo más intenso aplicado a la agricultura, obró en el espíritu de los estancieros, determinándolos a entrar resueltamente en estas nuevas empresas.
En 1882 los hacendados de General Roca, San Pedro y La Cautiva comenzaron a parcelar parte de sus campos y darlos en arrendamiento a colonos llegados desde la Colonia Candelaria a instancias de Don Lorenzo Destefani, fundador de una arraigada familia de la vecina localidad de Arequito.
Formaron el primer grupo organizador de la colonia General Roca los agricultores Luis Coirini, Luis Rossi, Esteban Berardo, Pío Frigiero, José Perotti, Esteban Machi, Carlos Tamborini, Juan Buri, Blan Hnos., Carlos Miraglio, Alfredo Scarafia, Juan Molattero, José Doga, José Garaval, N. Comba, David Borraccchia, José Ferizzia, Bautista Colasso y otros más acompañados de sus respectivas familias.
La Administración “Bancorán y Costa” llamada posteriormente estancia Los Molinos, era célebre en aquel entonces por ser el centro principal de todas las actividades rurales del paraje y por su establecimiento comercial que proveía a las necesidades de los escasos moradores, habiendo funcionando también allí, un destacamento policial y la primera escuela dirigida por el maestro José Rocha, quien enseñaba a los hijos de los colonos los primeros rudimentos de la ciencia.
La inauguración y puesta en funcionamiento del tramo ferroviario Casilda – San José de la Esquina del Ferrocarril Oeste Santafesino, el 7 de noviembre de 1.887, por iniciativa de Don Carlos Casado de Alisal dio un gran impulso a la región y aseguró el porvenir del nuevo emplazamiento. “…a los 15 km de Villa Casilda paró el tren y se oyó decir a los ingenieros que se había llegado a la estación Palacios (hoy Los Molinos). Todos asomáronse por las ventanillas y vieron de un lado un rancho construido de adobes y al otro un depósito para surtir de agua a la locomotora. Este paraje, donde se levantará una estación que llevará el nombre de Palacios, está ubicado en la colonia General Roca y en campo perteneciente al Señor Leguizamón…” Crónica del primer viaje en tren de Rosario a Arequito – Diario El Municipio 4 de septiembre de 1887.
En torno a la estación de ferrocarril, a la que Casado dio el nombre de Palacios en recuerdo a una figura familiar, comienzan a levantarse las primeras casas.
Entre 1899-1901, comienzan a arribar los primeros habitantes: los hermanos Antonio y Antimo Pozzo, se establecieron con un negocio de almacén y carnicería y Bautista Miglia, montó una herrería, carpintería y fábrica de carros.
Entre los primeros comerciantes que tuvo Los Molinos, se recuerdan a los Sres. E. Buzoni, Hidalgo y Cía., establecidos con Casa de Ramos Generales y Acopio de Cereales.
En 1900 la empresa Central Argentino, adquiere la línea férrea.
En 1903, por Resolución del Ministerio de Obras Públicas de la Nación, se sustituyó el nombre de estación Palacios por el de Los Molinos.
Ese mismo año, la Cía. Carlos Casado Ltda., subdivide y pone a la venta un kilómetro cuadrado de tierra en torno a la estación del ferrocarril, iniciándose, así, la formación del núcleo urbano que paulatinamente irá conquistando los medios de progreso que hacen al desarrollo de los pueblos.
Después de reiteradas y sucesivas gestiones realizadas por los vecinos ante el Gobierno provincial, para contar con una autoridad comunal propia, ya que la misma dependía de la jurisdicción municipal de Casilda, el Poder Ejecutivo de la provincia, por decreto del 7 de agosto de 1926, da independencia y autonomía al gobierno comunal de la localidad, y según acta N.º 1 del 12 de agosto de 1926, se resuelve nombrar los cargos correspondientes a la Comisión de Fomento de la localidad: presidente: José Mazzini; vicepresidente: Gaspar Rimoldi; Tesorero: Primo Porta, quienes habían sido designados como miembros de esa Comisión por el Superior Gobierno de la provincia de Santa Fe, en decreto de fecha 11 de agosto de 1926.
Entre las primeras medidas que se tomaron para organizar la vida de la comunidad figuran el cobro de impuestos de automotores; la solicitud al Ministerio de Obras Públicas de herramientas para el arreglo de caminos; el pedido a la Compañía Unión Telefónica de la colocación de postes y líneas para la instalación de las oficina de la misma.
El 6 de noviembre de 1927 se realizan las primeras elecciones para elegir las autoridades que gobernaran durante el periodo 1928-1929, siendo electos los señores José Mazzini (presidente), Carlos Sormani (vice) y Agustín Brambila (tesorero), quienes asumirán sus funciones el 31 de diciembre de 1927.

## Recorrido por las instituciones de la localidad
- Juzgado de Paz y Registro del Estado Civil: se crea en marzo de 1923, siendo su primer jefe el señor Fermín Ayala.
Los primeros inscriptos que figuran en el Acta N.º 1 son:
- Nacimiento: José Amado, el 25 de marzo de 1923
- Matrimonio: esposos Dino Sergiani - Lina Navicelli, el 2 de marzo de 1923.
- Defunción: Lucas Machuca, el 15 de marzo de 1923.

En el año 1930 se inaugura la Oficina de Correos y Telégrafos. Su primer jefe fue José Gallegos. Anteriormente funcionaba una estafeta postal en el domicilio de Soler y Cordeviela (hoy Antimo Pozzo). José Desense, Lucio Ruiz y los hermanos Pozzo, fueron entre otros, los encargados de atender la estafeta.
En el año 1950, se inaugura el Dispensario local, cuyo edificio se construirá en un terreno donado por el señor Agustín Brambrila, siendo su primer Director, el Dr. Casconi.
- Escuela Primaria N.º 6.004, Provincia de Corrientes: entre las primeras escuelas Láinez fundadas en la provincia de Santa Fe, figura la Escuela Nacional N.º 4 de la localidad de Los Molinos.
El 26 de mayo de 1907 se inician las clases bajo la dirección de la señora Belena de Funes, recibiendo aproximadamente a un centenar de niños de ambos sexos.
El local que ocupaba la escuela era una modesta casa con dos habitaciones, haciéndose necesario funcionar en doble turno. Esta situación dificultaba el dictado de clases, por lo que se decide comenzar las tratativas para dotar a la institución de un local propio.
Bajo la dirección del maestro Victorio Sonzoni, se constituye en 1925, la Comisión Pro Edificio Escolar. Con un importante aporte del Consejo Nacional de Educación y la contribución de todos lo vecinos, se coloca en octubre de 1926, la piedra fundamental, para inaugurarse un año después, el 18 de septiembre de 1927, el nuevo edificio.
En 1928, se crea la Asociación Cooperadora y la biblioteca escolar y popular, denominada Ismael Núñez, en honor a uno de sus benefactores.
En el año 1931, la escuela fue bautizada con el nombre de “Provincia de Corrientes”.
En el año 1939, se habilita una nueva parte del edificio destinada al Comedor Escolar, sector que luego fue cedido para el funcionamiento de la actual escuela secundaria.
Escuela de Enseñanza Secundaria Orientada (E.E.S.O.) N.º 319, Padre Francisco Komic`: durante el año 1975, con el anhelo de lograr que la población contara con una escuela de nivel medio, vecinos y padres de los alumnos de sexto y séptimo grado, se reúnen con el objetivo de formar una Comisión Pro-Colegio Secundario. Luego de sucesivas gestiones ante las autoridades provinciales, el 8 de marzo de 1976, se realiza el acto de apertura del Ciclo Básico N.º 319.
Ingresando a primer año, veinticinco alumnos y correspondiendo la dirección del establecimiento a la Srta Stella Maris Konjuh. En el año 1982, comienzan a dictarse los cursos del Ciclo Superior.
Radio Estación Palacios: la única radio de la comunidad, que se encuentra bajo el dominio de la Escuela Secundaria N.º 319 y es dirigida por alumnos del establecimiento. Transmite al aire en modo FM en 106.5 MHz.
Parroquia Nuestra Señora del Rosario: el 4 de noviembre de 1928, se reúnen en la casa del señor Lucas Sambrailo, vecinos de la localidad y la colonia, a fin de nombrar una Comisión de Caballeros que tuviera a su cargo la tarea de reunir los fondos para la construcción del templo. Los señores Juan Audisio, Catalina de Audisio y Juana de Sambrailo, donaron el terreno donde se levantaría el futuro edificio. La construcción del mismo se efectuó durante el periodo 1931-1934, siendo inaugurado el 3 de noviembre, bajo la bendición del Arzobispo Nicolás Fassolino.
Jardín de Infantes N° 340: creado el 14 de agosto de 2017, independizándose administrativamente de la Escuela Provincial N° 6004 "Provincia de Corrientes", bajo la dirección de la Sra. Susana Monterubbiano.
El 11 de octubre de 2019 se realiza la Imposición de su nombre "Molinos de Viento", proyecto comenzado en 2018 "En busca de nuestra Identidad: un nombre para mi Jardín de Infantes" con la participación de alumnos, docentes, directivo y comunidad.

## Entidades deportivas
Club Unión Deportiva (C. U. D.): fundado el 7 de junio de 1938, nace de la fusión de los clubes “Edén Club Molinense”, dedicado a la práctica de tenis; el “Club Atlético Rivadavia”, que cultivara el fútbol y el “Club Deportivo Molinense”.
En homenaje al acto de unión que realizan las tres entidades, surge el nombre que identifica el establecimiento deportivo de la localidad.
En sus comienzos, la Comisión Directiva se reunía en una habitación del bar, propiedad del señor José Ivkovich, sito en Bv. Sarmiento entre calle 8 y Bv, Colón (hoy Casa Comercial de Abel Tallei), luego se trasladó el edificio ubicado en las intersecciones de las calles Bv. Sarmiento y Bv. Colón, para posteriormente radicarse en su actual ubicación.
El propósito de la institución fue contribuir al desarrollo corporal y espiritual de la población, sobre la base del amateurismo. Con la habilitación de su sede social y campo de deportes para la práctica de toda manifestación atlética y deportiva pretendió fomentar el espíritu de unión entre los vecinos.

## El hospital perdido
En la memoria colectiva de Los Molinos hay historias que merecen ser contadas porque tienen un condimento especial.
Tal es el caso de un hospital modelo que funcionó por dos décadas hasta que fue demolido para facilitar la construcción de la ruta provincial 92.
El nosocomio fue fundado por el Doctor José Mazzini en 1920 y destruido en 1942. Allí también había una usina, una fábrica de jabón y una emisora de radio. Hoy solo queda una parte del edificio donde los memoriosos aseguran que funcionó la cocina del establecimiento.
El hospital Mazzini era muy importante para la zona. Se denominaba Sanatorio Regional de los Doctores José y Esteban Mazzini. Estaba ubicado desde las vías (actualmente hay palmeras que pertenecieron al jardín del hospital), hasta la edificación que aún se encuentra en pie.
Arquitectónicamente, tenía forma de U. Contaba con 21 habitaciones, más de 30 camas, una sala de cirugía, dos consultorios, una administración, una panadería, una huerta de 2 hectáreas de extensión que abastecía los insumos del hospital.
En el edificio había una usina que además proveía de energía a todo el pueblo, teléfonos, máquinas de escribir, que aún no había en la zona, una fábrica de jabón, una fábrica de hielo. También funcionaba una emisora radial que emitía números cómicos y musicales tanto bailables como clásicos que eran de agrado en la población. Los números musicales eran ejecutados por personas del pueblo que se reunían conformando una orquesta. En los días en que las condiciones climáticas eran favorables las emisiones eran oídas en Montevideo, Uruguay.
El doctor Mazzini era concertista de piano y guitarra, era muy prestigioso, tanto para la zona como para la época en que vivió.
Los días domingos se podía ver vendedores de golosinas y helados, ya que los habitantes del pueblo se reunían a charlar y pasear por los bellos jardines del hospital, en el cual había un busto del Dr. Esteban Mazzini, y distintas estatuas realizadas en mármol de Carrara. Era uno de los hospitales más importantes y completos de la provincia de Santa Fe.
El hospital fue demolido por el paso de la Ruta 92, en el año 1943.

## Reseña histórica de Los Molinos
El actual distrito de Los Molinos, se extendía desde el río Carcarañá, por el oeste, hasta los campos de Pessoa por el sur, limitando por el este y el oeste respectivamente con campos comprendidos en las históricas postas del Desmochado y Arequito. Esta inmensa lonja estaba constituida por las colonias General Roca, San Pedro y La Cautiva, propiedad de los señores Domingo y Tomás Leguizamón.
Las estancias La Cautiva y San Pedro, ubicadas sobre el histórico camino real desde Colonia Candelaria hasta Guardia de la Esquina, estaban dedicadas principalmente a la actividad ganadera.

### 1882
Las espléndidas cosechas que recogieron los agricultores de la Colonia Candelaria, traídos por Don Carlos Casado Del Alisal, decidió a los estancieros dedicarse a la agricultura, actividad con altísimas perspectivas debido a nuevos planes de cultivo más intensos.
Los hacendados parcelan parte de sus campos y comienzan a llegar los primeros colonos. Forman el primer grupo de arrendatarios de la Colonia General Roca, los agricultores Luis Coirini, Luis Rossi, Esteban Berardo, Pío Frigerio, Carlos Miraglio y otros más con sus respectivas familias.
La Administración “Bancorán y Costa”, llamada posteriormente estancia Los Molinos, fue el centro principal de todas las actividades rurales. Allí funcionaba un establecimiento comercial, un destacamento policial y la primera escuela dirigida por el maestro José Rocha, para los hijos de los colonos.

### 1887
La inauguración y puesta en funcionamiento del tramo ferroviario Casilda-San José de la Esquina del Ferrocarril Oeste Santafesino, el 7 de noviembre de 1887, dio un nuevo impulso a la región y aseguró el porvenir del nuevo emplazamiento.
Por iniciativa de Don Carlos Casado del Alisal, la estación recibe el nombre de Palacios, en honor a un familiar.
“… a los 15 kilómetros de Villa Casilda paró el tren y se oyó a los ingenieros que se había llegado a la Estación Palacios (hoy Los Molinos). Todos asomáronse por las ventanillas y vieron de un lado un rancho de adobe y al otro un depósito para surtir de agua a la locomotora. Este paraje, donde se levantaría una estación que llevará el nombre del señor Palacios, está ubicado en la colonia General Roca y en campo perteneciente al señor Leguizamón…” Crónica del primer viaje en tren de Rosario a Arequito”, Diario El Municipio, 4 de septiembre de 1887.

### 1899 - 1901
Comienzan a arribar los primeros habitantes que se instalan cerca de la estación: los hermanos Pozzo y Bautista Miglia.

### 1900
La empresa Central Argentino, adquiere la línea férrea y cambia el nombre de la estación, imponiéndole el de Los Molinos.

### 1903
La Cía Carlos Casado Ltda., propietaria de las tierras, subdivide las mismas, poniéndolas a la venta, dando comienzo así, a la formación del núcleo urbano, que paulatinamente irá conquistando los medios de progreso que hacen al desarrollo de los pueblos.

### 1907
Creación de la Escuela Láinez Nacional.

### 1923
Creación del Juzgado de Paz, Registro Civil y Oficina Enroladora.

### 1926
Creación de la Comisión de Fomento de Los Molinos.

### 1930
Inauguración de la Oficina de Correos y Telégrafos.

### 1934
Inauguración del Templo

### 1938
Creación del Club Unión Deportiva, nace de la fusión de los Clubes “Edén Club Molinense”, “Club Atlético Rivadavia” y “Club Deportivo Molinense”.

### 1950
Inauguración del Dispensario local.

### 1976
Creación del Ciclo Básico N.º 319, luego, Escuela de Enseñanza Media Nº319

## Toponimia
A 15 km hacia el norte de Los Molinos cruza el río Carcarañá, que desemboca en el río Paraná,

## Parajes
- Colonia General Roca
- La Cautiva

## Santa Patrona
- “Ntra. Sra. del Rosario”, festividad: 7 de octubre

## Creación de la comuna
- 7 de agosto de 1926

## Escuelas de educación común y de adultos
- Esc. Provincia de Corrientes,
- Esc. Patricias Mendocinas,
- Esc. Padre Francisco Komic.
- Jardín de infantes N.º 340 Molinos de Viento

## Personalidades
- Omár Antonio Ciminari, escritor: nació en 1943 y hasta 1957 vivió en Los Molinos.
- Padre Francisco Komic, cura párroco: contribuyó a la creación de la Escuela Media de Los Molinos; ésta hoy lleva su nombre.

## Galería

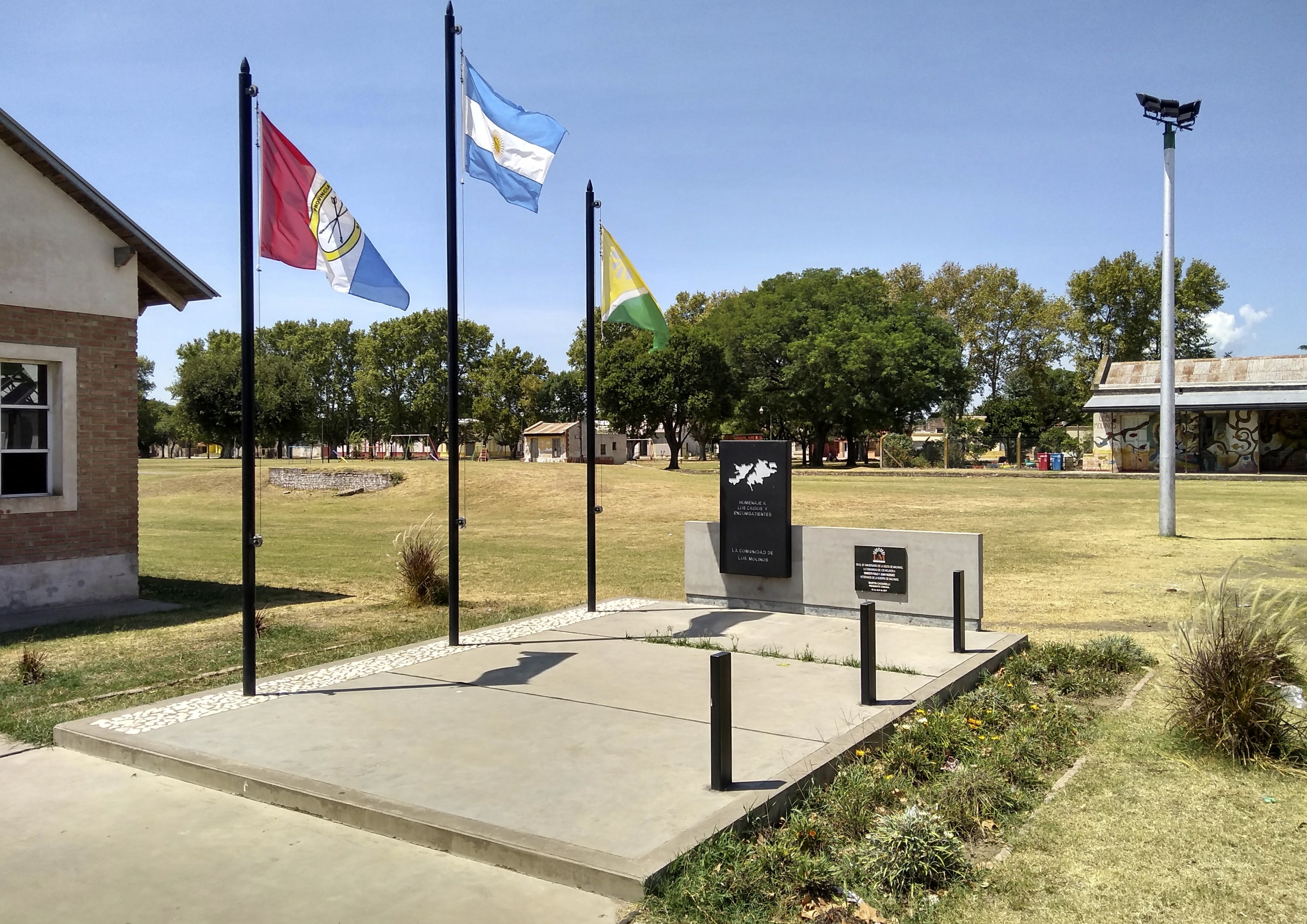
Homenaje a Las Malvinas
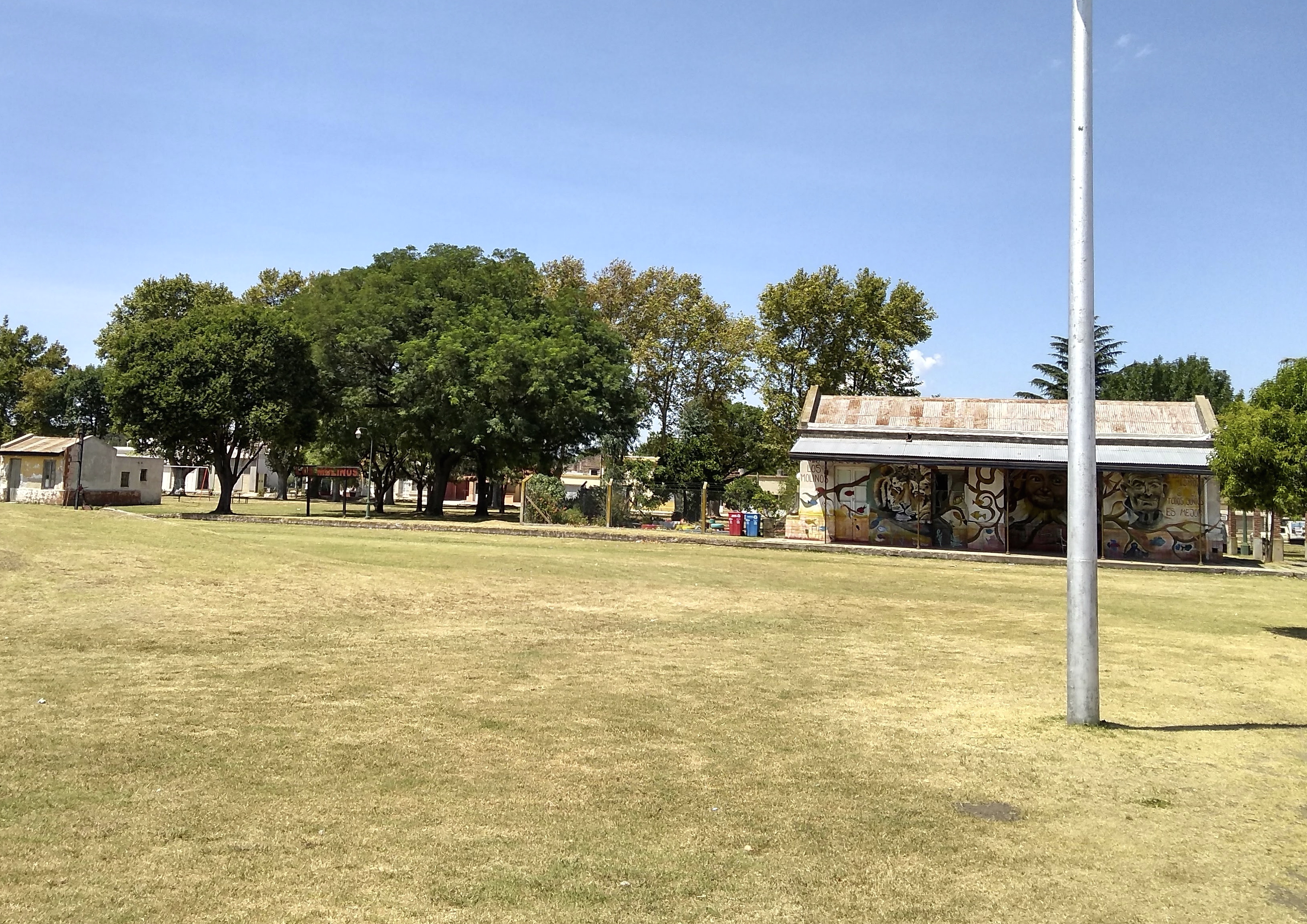
Estación de trenes y playón (desactivadas)
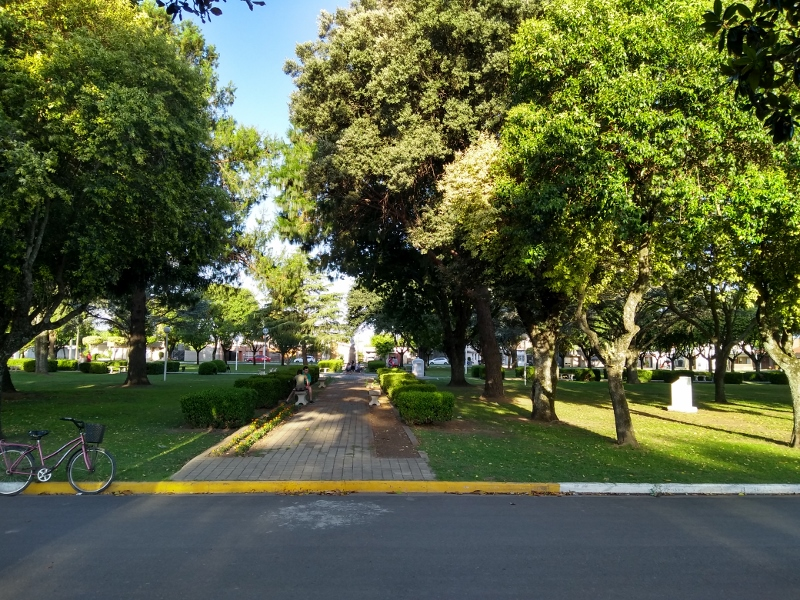
Plaza